# Wetamoo

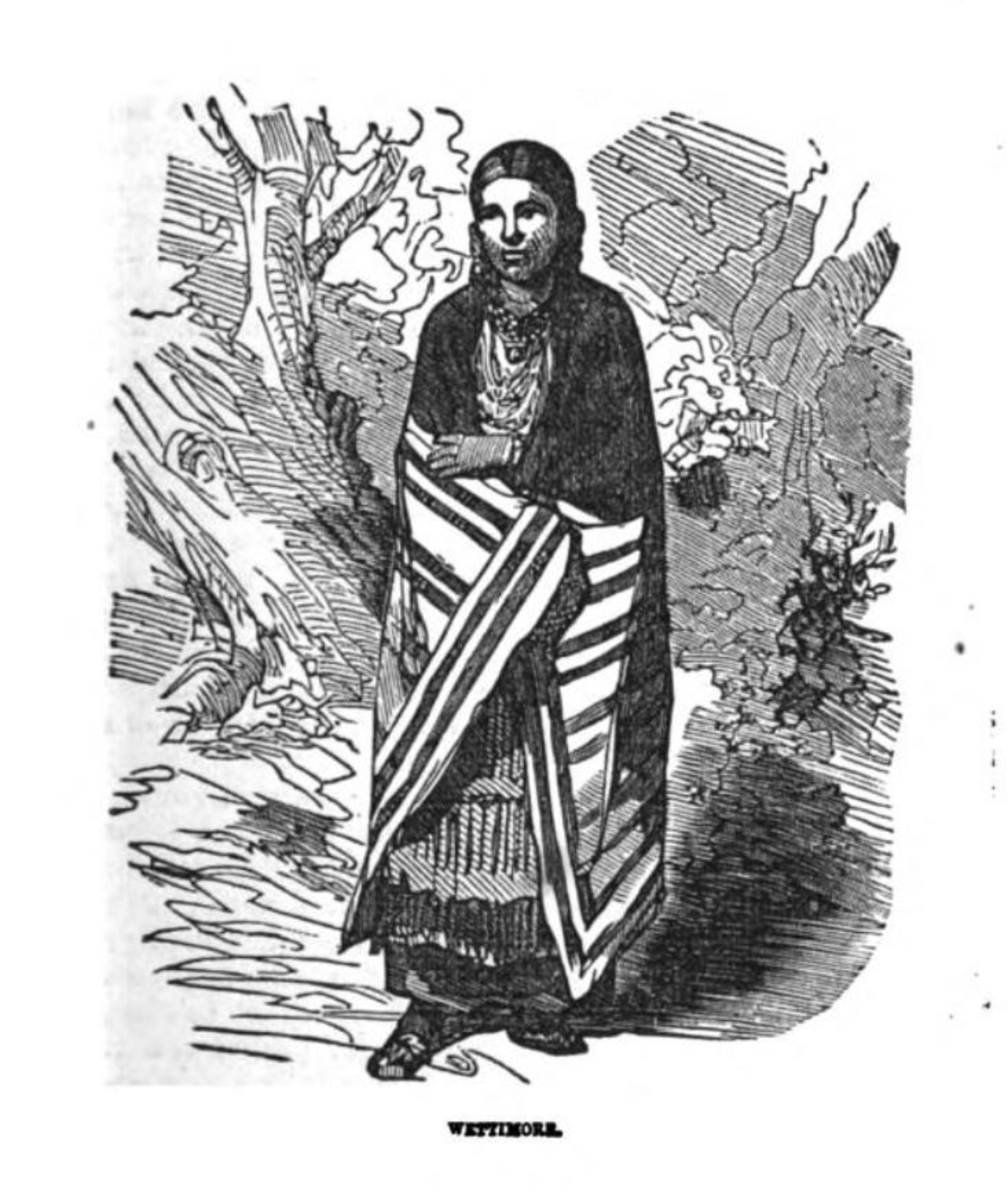
Wetamoo

Wetamoo (ur. 1635, zm. 1676) – jedna z kobiet-wodzów Indian Wampanoag, podlegających sachemowi (wodzowi) z Pocasset. Żyła w czasach wojny Króla Filipa (którego żoną była Wootonekauske, siostra Wetamoo). 
Nie wiadomo o niej zbyt wiele. Jako żona Wamsutty (zwanego przez białych Aleksandrem), brata Króla Filipa, nosiła imię Namumpam. Po śmierci Wamsutty w 1662 roku przybrała imię Wetamoo. 10 lat wcześniej, w 1652 roku, jeszcze jako Namumpam przewodziła trzystu wojownikom, którzy zaatakowali angielskie osady i zniszczyli całkowicie piętnaście z nich. Wkrótce po śmierci pierwszego męża poślubiła Quinnapina. 6 sierpnia 1676 roku utonęła w potoku Tehticut, uciekając przed Anglikami. Ku przestrodze sojusznikom, po śmierci jej głowę wbito na pal. Mimo to stała się legendą.